# 小林晋 (射撃選手)
小林 晋（こばやし すすむ、1973年6月27日 - ）は、岡山県出身のライフル射撃選手。北京オリンピック代表。岡山県警。岡山県立岡山操山高等学校、岡山大学理学部卒業。

## 略歴
- 1996年 岡山県警に入り、1998年から射撃競技を始める。
- 2002年 第１４回アジア大会(釜山)でフリーピストルで８位。
- 2002年 全日本選手権でセンターファイアピストルで日本記録を更新し優勝
- 2005年 第60回国民体育大会(岡山国体)秋季大会の総合開会式において選手宣誓し、エアピストル、ビームピストルの２種目に出場し、いずれも優勝。ビームピストルは日本新記録
- 2005年 東アジア大会(マカオ)で50mピストルで3位。
- 2006年 第１５回アジア大会(ドーハ)で50mピストルで4位。エアピストルで6位。
- 2007年 クウェートで開催されたアジア選手権にエアピストルで6位になり、北京オリンピック出場権を獲得。
- 2008年 北京オリンピック50mmピストルで9位
- 2014年 選手を引退